# Vágyak asszonya
A Vágyak asszonya (eredeti francia címe: La Porte du large) Marcel L’Herbier rendezésében készült, 1936-ban bemutatott fekete–fehér francia filmdráma. 
Magyarországon 1940. március 7-én mutatták be.

## Cselekménye
A tengeren feltűnik egy fehér hajó, tulajdonosa Madeleine, a gyönyörű amerikai asszony. A tengerészeti iskola egyik növendéke, Pierre beleszeret a nőbe, akiről nem tudja, hogy saját apjának – a tengerészeti iskola parancsnokának – menyasszonya. Sem Villette parancsnok, sem a fia nem sejti, hogy vetélytársak lettek. Madeleine pedig hallgat, nehogy elidegenítse őket egymástól.
Az iskola hagyományos ünnepségén tartott repülési gyakorlatra Pierre-t jelölték ki pilótának, ám neki találkája van Madeleine-nel. Növendéktársa, Paillard örömmel vállalkozik rá, hogy felszálljon helyette. A gyakorlaton a repülőgép veszélybe kerül és a viharos tengerbe zuhan.
Villette parancsnok a vészjelzésre élete kockáztatásával indul megmenteni – mint képzeli – saját gyermekét, de sebesülten és eredmény nélkül ér vissza a partra. Eközben Pierre az asszonytól megtudja az igazságot, hogy tulajdon apjának menyasszonyába lett szerelmes. A felhangzó vészjelzésre elrohan, hogy megmentse Paillard-t, és sikerül is kimentenie őt a tengerből. A súlyos kötelességmulasztás miatt a parancsnok iskolai törvényszék elé állítja a fiát. Pierre azonban nem mondja meg, hogy hol volt és miért nem szállt fel, inkább benyújtja lemondását. Miután a parancsnok előtt feltárul a teljes igazság, eltépi fia  lemondó kérvényét és Madeleine-nek is megbocsát. Pierre a legközelebbi iskolahajóval nagy tengeri útra elindul.

## Főbb szereplők
- Jean-Pierre Aumont – Pierre Villette
- Victor Francen – Villette parancsnok
- Jacques Baumer – Bovy parancsnok
- Marcelle Chantal – Madeleine Level
- Roland Toutain – Paillard
- Blanche Denège – prefektus
- Noël Roquevert – Marec
- Paul Asselin – sebész
- Jacques Berlioz – admirális